# Otto Stoll

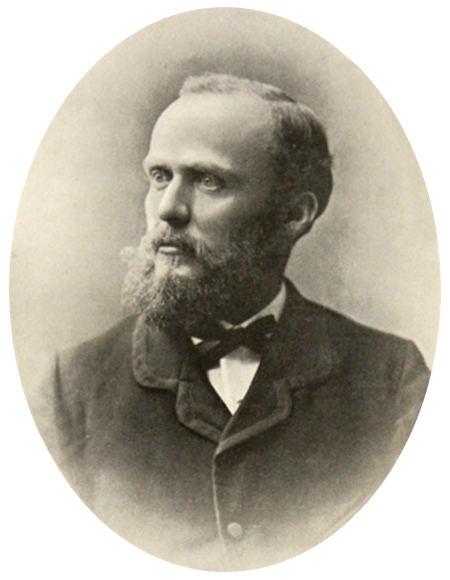
Otto Stoll

Otto Stoll (* 29. Dezember 1849 in Frauenfeld; † 18. August 1922 in Zürich) war ein Schweizer Mediziner, Sprachforscher, Ethnologe und Geograph.

## Leben und Werk

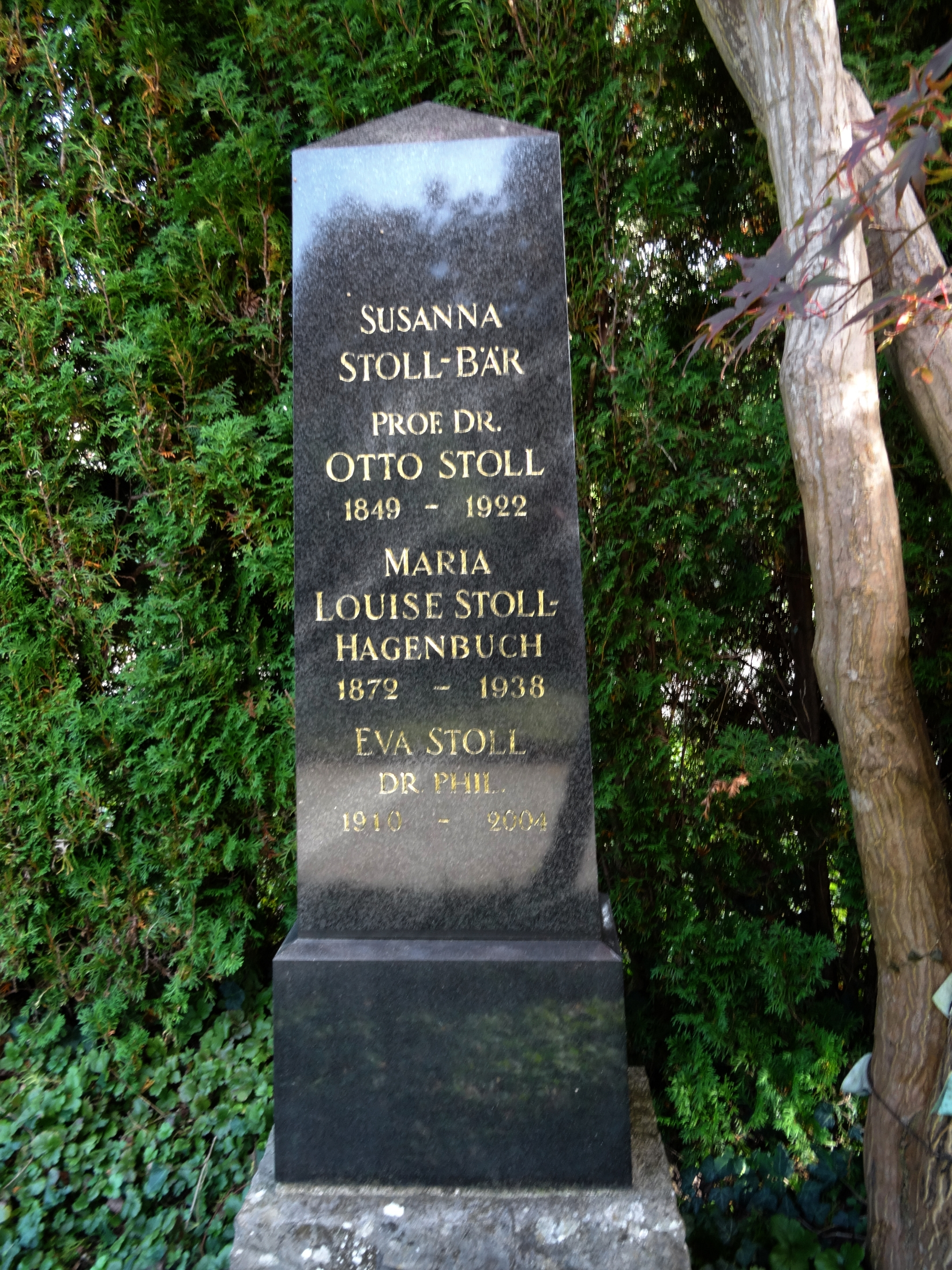
Grab, Friedhof Rehalp, Zürich

Der Sohn des Post- und Eisenbahndirektors Georg Stoll absolvierte von 1868 bis 1873 ein Studium der Medizin an der Universität Zürich. Daraufhin praktizierte er in Mettmenstetten, Zürich und Klosters. 1877 wurde er promoviert. In den Jahren 1878 bis 1883 bereiste er Guatemala. Ab 1884 war er Privatdozent für Ethnographie und Anthropologie an der Universität Zürich, ab 1886 Privatdozent für Geographie am Polytechnikum Zürich. 1891 kehrte er an die Universität Zürich zurück, wo er als ausserordentlicher und von 1895 bis 1912 als erster ordentlicher Professor für Geographie unter Einbezug der Völkerkunde tätig war. Von 1889 bis 1898 war Stoll der erste Direktor der Sammlung für Völkerkunde in Zürich, von 1898 bis 1919 war er Konservator am Zoologischen Museum der Universität Zürich. 
Besonders bekannt ist sein materialreiches Werk über Suggestion und Hypnotismus in der Völkerpsychologie. «Der Zweck, den ich mit meiner Arbeit verfolgte, war der, die Aufmerksamkeit der Ethnologen auf eine Kategorie von psychologischen Erscheinungen zu lenken, die bis jetzt auf ethnologischem Gebiete sozusagen keine Beachtung gefunden haben (…)» (aus dem Vorwort).
Otto Stoll fand seine letzte Ruhestätte auf dem Friedhof Rehalp in Zürich.

## Schriften (Auswahl)
- Zur Ethnographie der Republik Guatemala. Zürich: Orell Füssli, 1884.
- Guatemala. Reisen und Schilderungen aus den Jahren 1878–1883. Leipzig, 1886.
- Biologia Centrali-Americana / Arachnida – Acaridea. London: Taylor and Francis, 1886–1893.
- Die Sprache der Ixil-Indianer. Ein Beitrag zur Ethnologie und Linguistik der Maya-Völker. Nebst einem Anhang. Wortverzeichnisse aus dem nordwestlichen Guatemala. Leipzig: Brockhaus, 1887.
- Suggestion und Hypnotismus in der Völkerpsychologie. Leipzig: Koehler, 1894; 2. umgearbeitete und vermehrte Auflage: Leipzig: Veit, 1904. Digitalisat
- Zur Zoogeographie der landbewohnenden Wirbellosen. Berlin: Friedländer, 1897.
- Das Geschlechtsleben in der Völkerpsychologie. Leipzig: Veit, 1908.
- Zur Kenntnis des Zauberglaubens der Volksmagie und Volksmedizin in der Schweiz. Zürich: Buchdruckerei von F. Lohbauer, 1909.